# Sokołarc
Sokołarc (maced. Соколарц) – wieś we wschodniej Macedonii Północnej, w gminie Czeszinowo-Obleszewo, niedaleko miasta Koczani.